# فرودگاه سانتوس دومنت
فرودگاه سانتوس دومنت (به انگلیسی: Santos Dumont Airport) (به زبان بومی: Aeroporto Santos Dumont) یک فرودگاه همگانی و نظامی مسافربری با کد یاتا SDU است که یک باند فرود آسفالت دارد و طول باند آن ۱۳۲۳ متر است. این فرودگاه در شهر ریو دوژانیرو کشور برزیل قرار دارد و در ارتفاع ۳ متری از سطح دریا واقع شده است.

## شرکت‌های هواپیمایی و مقصدهای پروازی

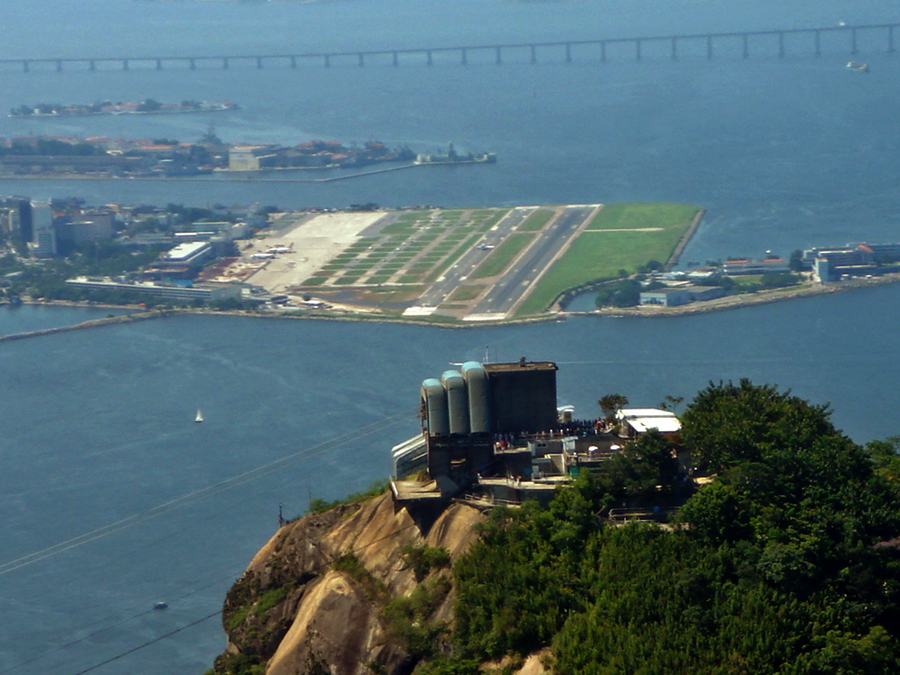
Aerial view of Santos Dumont location. The پل ریو-نیتروی in the background, and the Sugar Loaf (Pão de Açúcar) in the foreground.

| شرکت‌های هواپیمایی     | مقصدهای پروازی |
| --------------------- | --- |
| اویانکا برزیل         | برازیلیا، کونگونیاس-سائو پائولو |
| آزول برزیلین ایرلاینز | تانکردو نوس، ویراکوپوس-کامپیناس، بارتولومو لیساندرو، مارشال روندو، آفونسو پنا، سانتا جنووا، مینیسترو ویکتور کوندر، سلگدو فیلهو، پورتو سگورو، سائو پائولو گوارولوس، اوبرلانجه، اوریکو داگویار سالاس |
| گول ایر ترنسپورت      | تانکردو نوس، برازیلیا، کرایس، آفونسو پنا، سلگدو فیلهو، ریکایف، دپوتادو لوئیس ادواردو مگاهاس، مارشال کونیا ماچادو، کونگونیاس-سائو پائولو، سائو پائولو گوارولوس، اوریکو داگویار سالاس                |
| تام ایرلاینز          | تانکردو نوس، برازیلیا، کونگونیاس-سائو پائولو |
| پاساردو لینهاس آئرئاس | لایت لوپژ |